# Pere Dulčić
Pere Dulčić je hrvatski pjesnik, tajnik Hrvatskog državnog kazališta od 1941. do 1945. i urednik Hrvatske pozornice od 1944. do 1945. Rodom je iz Brusja.

## Djela
- Svitlošnji put, Nakladni zavod Matice hrvatske, 1990. (tekstom popratili Tonko Maroević i Olinko Delorko, akcentološki doradio Mihovil Dulčić, vinjete Ivo Dulčić)

## Antologije i zbornici
Antologije u kojima su mu uvrštene pjesme:
- Duša duše Hrvatske: novija hrvatska marijanska lirika (prir. i sast. Neven Jurica i Božidar Petrač), Biblioteka Crkve na kamenu, 1988.
- Mila si nam ti jedina: hrvatsko rodoljubno pjesništvo od Baščanske ploče do danas (prir. Josip Bratulić, Stjepan Damjanović, Vinko Brešić, Božidar Petrač), 1998.
- Hrvatska božićna lirika: od Kranjčevića do danas (prir. Božidar Petrač), 2000.
- Hrvatska uskrsna lirika: od Kranjčevića do danas (prir. Božidar Petrač), 2001.
- Pjesni Hvara: od Marulića do Šoljana (prir. Nikša Petrić), 2003.
- Naša velečasna maslina (prir. Mladen Vuković), 2006.
- Krist u hrvatskom pjesništvu: od Jurja Šižgorića do naših dana: antologija duhovne poezije (izbor i prir. Vladimir Lončarević), 2007.